# گرند مدو (مینه‌سوتا)
گرند مدو، مینه‌سوتا (به انگلیسی: Grand Meadow, Minnesota) یک شهر در ایالات متحده آمریکا است که در شهرستان مور، مینه‌سوتا واقع شده‌است.

## خصوصیات
گرند مدو ۱٫۷۴ کیلومترمربع مساحت و ۱٬۱۳۹ نفر جمعیت دارد و ۴۱۲ متر بالاتر از سطح دریا واقع شده‌است.